# Крејг Бич (Охајо)
Крејг Бич (енгл. Craig Beach) град је у америчкој савезној држави Охајо.

## Демографија
По попису из 2010. године број становника је 1.180, што је 74 (-5,9%) становника мање него 2000. године.
| Група             | 2000.         | 2010.         |
| Белци             | 1.218 (97,1%) | 1.107 (93,8%) |
| Афроамериканци    | 3 (0,2%)      | 2 (0,2%)      |
| Азијати           | 7 (0,6%)      | 5 (0,4%)      |
| Хиспаноамериканци | 9 (0,7%)      | 25 (2,1%)     |
| Укупно            | 1.254         | 1.180         |